# Museo folclórico de Belén
El Museo folclórico de Belén o el Museo Baituna al-Talhami (en árabe: متحف بيتنا التلحمي) Es uno de los museos más grandes en los territorios palestinos. Se encuentra ubicado en la ciudad de Belén, en la calle estrella.
Fue creado originalmente por la Unión de Mujeres árabes en 1948, bajo Julia Dabdoub, como un centro de refugiados palestinos que huían de sus aldeas para comer, y trabajaban en el bordado tradicional para obtener sus ingresos. La Unión estableció el museo en 1972. Se trata de dos casas de arquitectura típica palestina, que incluyen una cocina reformada, baño diwan, un dormitorio y un piso superior o illeyeh. El contenido del museo incluye una colección de artículos para el hogar tradicionales palestinos que se muestran en una casa antigua. La cantidad de artículos aumentó después de una campaña entre las familias prominentes de Belén para donar sus pertenencias tradicionales. Muchos elementos se salvaron así de desaparecer en los sótanos de las casas.